# 러시아 제국주의

러시아 제국의 영토 확장

러시아 제국주의는 러시아와 그 전신 국가들이 다른 국가 및 영토에 행사하는 정치적, 경제적, 문화적 영향력과 군사력을 의미한다. 여기에는 러시아 차르국, 러시아 제국, 소련의 제국주의, 그리고 러시아 연방의 신제국주의가 포함된다. 일부 탈식민주의 학자들은 러시아 및 소련 제국주의에 대한 이 분야의 관심 부족을 지적했다.
콘스탄티노폴리스의 함락 (1453년) 이후, 모스크바는 로마 제국과 동로마 제국의 뒤를 이어 자신을 제3의 로마라고 칭했다. 1550년대부터 러시아는 150년 동안 매년 네덜란드 크기만한 영토를 평균적으로 정복했다. 여기에는 시베리아, 중앙아시아, 캅카스 및 동유럽의 일부가 포함되었다. 러시아는 이 땅에서 정착민 식민주의를 수행했으며, 특히 현재의 알래스카 지역에 북아메리카에 식민지를 세우기도 했다. 19세기 후반 절정기에 러시아 제국은 세계 육지 면적의 약 6분의 1을 차지하여 역사상 세 번째로 큰 제국이 되었다.
18세기 후반, 황제들은 분할된 폴란드-리투아니아의 일부에 대한 러시아 제국의 주장을 강화하기 위해 대러시아인, 소러시아인(우크라이나인), 백러시아인(벨라루스인)으로 구성된 "전러시아 민족" 개념을 장려했다. 니콜라이 1세 황제는 "정교, 전제, 민족"을 공식 제국 이데올로기로 삼았으며, 이는 동방정교를 통해 제국의 많은 민족을 황제에 대한 충성심과 러시아성으로 통합하려 했다.
러시아 내전에서 러시아 볼셰비키는 구 제국의 영토를 장악하고 소련(USSR)을 건국했다. 비록 반제국주의를 표방했지만, 제국과 많은 유사점을 가졌다. 소련은 많은 대외 군사 개입과 전 세계 정권 교체, 그리고 소비에트화에 관여했다. 이오시프 스탈린 치하에서 소련은 대규모 강제 이주를 통해 중앙아시아에서 내부 식민주의를 추진했다. 독일-소련 불가침 조약에 따라 소련과 나치 독일은 동유럽을 분할했다. 제2차 세계 대전 말기에 대부분의 동유럽 및 중앙유럽 국가들은 소련에 점령되었으며, 이들 동구권 국가들은 널리 소련의 위성국으로 간주되었다.
2010년대 이후, 분석가들은 블라디미르 푸틴 치하의 러시아를 신제국주의적이라고 묘사했다. 러시아는 인접 국가의 일부를 점령하고 팽창주의를 추구했으며, 특히 2008년 러시아의 조지아 침공, 2014년 크림반도 합병, 2022년 우크라이나 침공 및 우크라이나 남동부 합병이 두드러진다. 러시아는 또한 벨라루스에 대한 지배력을 확립했다. 푸틴 정권은 "러시아 세계"와 유라시아주의 이데올로기와 같은 제국주의적 사상을 부활시켰다. 허위 정보와 러시아 디아스포라를 사용하여 다른 국가의 주권을 약화시켰다. 러시아는 주로 바그너 그룹과 아프리카 군단의 활동을 통해 아프리카에서의 신식민주의 혐의를 받고 있다.

## 러시아 제국주의에 대한 견해
몽테스키외는 "모스크바인들은 제국을 떠날 수 없으며" 그들은 "모두 노예이다"라고 썼다.:{{{1}}} 역사가 알렉산더 에트킨트는 러시아 제국의 중심부에 사는 사람들이 가장자리 사람들보다 더 큰 억압을 경험하는 "역전된 기울기" 현상을 설명한다.(pp.  143–144 ) 장자크 루소는 러시아 제국주의 때문에 폴란드가 자유롭지 못했다고 주장했다.:{{{1}}} 1836년, 니콜라이 고골은 상트페테르부르크가 "아메리카의 유럽 식민지와 비슷한 것"이라고 말하며, 토착 민족만큼이나 외국인이 많다고 언급했다. 알렉세이 호먀코프에 따르면, 러시아 엘리트는 "야만인 나라에 버려진 절충주의 유럽인들의 식민지"였으며 둘 사이에 "식민지적 관계"가 있었다. 비슷한 식민지적 측면은 콘스탄틴 카벨린에 의해 확인되었다.
러시아 제국주의는 다른 유럽의 식민제국들과는 다른 것으로 주장되어 왔는데, 이는 그 제국이 해외가 아닌 육상에 기반을 두었기 때문이다. 이는 반란이 더 쉽게 진압될 수 있었고, 일부 영토는 잃은 직후 재정복될 수 있었음을 의미했다.(p. 1) 제국의 육상 기반은 당시 육상 통신 및 운송의 어려움 때문에 해상 기반 제국보다 더 분열되어 보이는 요인으로도 여겨졌다.
러시아 제국주의는 농노제와 전제 정치에 기반한 노동 집약적이고 낮은 생산성의 경제 체제와 관련이 있었으며, 이는 통치를 정당화하고 백성을 만족시키기 위해 경작지의 양을 끊임없이 늘려야 했다.(pp.  17–18 ) 정치 체제는 또한 공직자에게 보상하기 위한 자원으로 토지에 의존했으며, 따라서 정치 엘리트는 영토 확장을 의도적인 프로젝트로 삼았다.

### 내부 식민화
바실리 클류체프스키에 따르면 러시아는 "스스로를 식민화하는 나라의 역사"를 가지고 있다. 블라디미르 레닌은 러시아의 저개발 영토를 내부 식민주의로 보았다. 이 개념은 1843년 아우구스트 폰 학스타우젠에 의해 러시아 맥락에서 처음 도입되었다. 세르게이 솔로비요프는 이것이 러시아가 "대양에 의해 대도시와 분리된 식민지가 아니었기 때문"이라고 주장했다. 아파나시 샤포프에게 이 과정은 주로 생태 제국주의에 의해 주도되었으며, 모피 무역과 어업이 시베리아와 알래스카 정복을 이끌었다. 클류체프스키의 다른 추종자들은 군사적 또는 수도원적 확장에 의해 주도되는 식민화 형태를 확인했다. 파벨 밀류코프는 한편 이 자가 식민화 과정의 폭력성을 지적했다. 러시아의 자가 식민화와 미국 개척지 사이의 유사성은 나중에 마크 바신에 의해 지적되었다.

## 러시아 제국주의의 이데올로기
제국의 영토 확장은 러시아의 독재 통치자들에게 추가적인 정당성을 부여하는 동시에 피지배 민족에게는 민족적 자부심의 원천을 제공했다.} 제국의 정당화는 나중에 다양한 이데올로기를 통해 이루어졌다. 콘스탄티노폴리스의 함락 이후, 모스크바는 로마 제국과 동로마 제국의 뒤를 이어 자신을 제3의 로마라고 불렀다. 1510년에 작성된 바실리 3세 대공에게 보내는 찬양문 편지에서 러시아 수도사 프스코프의 필로테우스 (필로페이)는 "두 로마는 무너졌다. 세 번째 로마는 서 있다. 그리고 네 번째는 없을 것이다. 그 누구도 그대의 기독교 차르국을 대체할 수 없을 것이다!"라고 선언했다. 이는 메시아적 정교 러시아 민족이라는 개념으로 이어졌다.(p. 33) 러시아는 크림 전쟁과 같은 전쟁 중에 오스만 제국의 영토로 확장하면서 정교 기독교인의 수호자를 자처했다.(p. 34)
1815년 군주주의 연합군의 승리 이후, 러시아는 프로이센 및 오스트리아와 함께 신성 동맹을 선포하여 알렉산드르 1세가 그의 영적 조언자인 바르바라 폰 크뤼데너 남작 부인의 영향 아래 추구했던 유럽 정치 생활에서 왕권신수설과 기독교적 가치를 재확립하고자 했다. 이 문서는 차르가 작성하고 요안니스 카포디스트리아스와 알렉산드루 스투르자가 편집했다. 첫 번째 초안에서 알렉산드르 1세 차르는 제안된 통일 기독교 제국과 통일 제국군을 통해 신비주의에 호소했으며, 이는 다른 군주국들에게 당황스러운 것으로 여겨졌다. 수정 후, 동맹의 보다 실용적인 버전이 러시아, 프로이센, 오스트리아에 의해 채택되었다. 이 문서는 프랑스 외교관 도미니크 조르주 프레데리크 뒤푸르 드 프라드트에 의해 "외교의 묵시록"이라고 불렸다. 신성 동맹은 주로 "반동"의 일환으로 내부 반대를 억압하고 언론을 검열하며 의회를 폐쇄하는 데 사용되었다.
니콜라이 1세 치하에서 정교, 전제, 민족은 공식 국가 이데올로기가 되었다. 이는 정교회가 정치와 생활에서 필수적인 역할을 하고, 단일 독재자 또는 절대 군주의 중앙 통치를 요구하며, 러시아 민족이 특별한 특성으로 인해 대규모 제국을 통일할 수 있는 독특한 능력이 있다고 선포했다. 더 넓은 의미의 "왕권신수설"과 유사하게, 황제의 권력은 세상의 모든 모순을 해결하고 이상적인 "천상" 질서를 창조하는 것으로 여겨졌다. 호스킹은 "정교, 전제, 민족" 삼위일체는 주요 기둥 중 두 가지에 결정적인 결함이 있다고 주장했다. 교회는 국가에 전적으로 의존하고 복종했으며, 민족성 개념은 많은 관리들이 발트 독일인이었고, 국민 국가의 혁명적 사상이 농노제에 의존하는 체제에서는 "희미한 메아리"였기 때문에 제대로 발전하지 못했다. 실제로 이는 전제 정치를 유일한 실행 가능한 기둥으로 남겼다. 미발달하고 모순적인 성격에도 불구하고, 제국의 "전러시아" 민족성은 많은 제국 백성(특히 아슈케나짐과 독일인)에게 받아들여져 제국에 어느 정도 문화적, 정치적 지지를 제공했다. 이 국가 개념은 18세기 말, 분할된 폴란드-리투아니아의 동부 영토에 대한 러시아 제국의 주장을 합법화하는 수단으로 처음 정치적 중요성을 입증했다.
19세기에는 범슬라브주의가 제국의 새로운 정당화 이론이 되었다. 1830년대 서슬라브(체코 및 슬로바키아) 지식인 집단에서 시작되어 키릴-메토디우스 형제단과 같은 반제국주의 우크라이나 운동의 지지를 받았지만, 범슬라브주의는 나중에 보수적인 러시아 민족주의자들에게 특히 발칸반도에서 제국의 힘 투사를 위한 이데올로기적 지지로 사용되었다. "19세기 후반에 러시아 공론가들은 범슬라브주의 이데올로기를 채택하고 변형시켰다. 자신들의 정치적 우월성에 확신을 가지고 독일과 오스만 튀르크의 위협에 대한 보호자로서 스스로 자처하는 역할에 대한 자신감으로 무장한 러시아 공론가들은 모든 슬라브인들이 자신들의 최선의 이익을 위해 '대러시아인'과 합병해야 한다고 주장했다."
19세기의 저명한 러시아 시인 표도르 튜체프의 "러시아 지리" 시는 언어학자 로만 레이보프가 전 세계 슬라브 제국의 이념을 표현한 것으로 평가했다:
모스크바와 표트르의 도시, 콘스탄티노폴리스의 도시,

이들은 러시아 왕국의 수도이다.

그러나 그들의 한계는 어디인가? 그리고 그들의 국경은 어디인가

북쪽, 동쪽, 남쪽, 그리고 지는 해를 향해?

운명은 미래 세대에게 이것을 드러낼 것이다.

일곱 내륙해와 일곱 큰 강

나일강에서 네바강까지, 엘베강에서 중국까지,

볼가강에서 유프라테스강까지, 갠지스강에서 다뉴브강까지.

그것이 러시아 왕국이며, 영원히 그러할 것이다.

영혼이 예언하고 다니엘이 예언한 대로.

유라시아주의 운동의 주요 이론가이자 정치 지도자 중 한 명인 니콜라이 트루베츠코이는 러시아 국가의 전신을 키예프 루스 공국들이 아니라 칭기즈 칸이 세운 몽골 제국으로 보았다. 칭기즈 칸은 유라시아 대륙 전체를 통일한 최초의 인물이었고, 트루베츠코이의 말에 따르면, "유라시아는 본질적으로 역사적으로 단일 국가를 구성하도록 예정되어 있다."

## 러시아의 식민지 확장

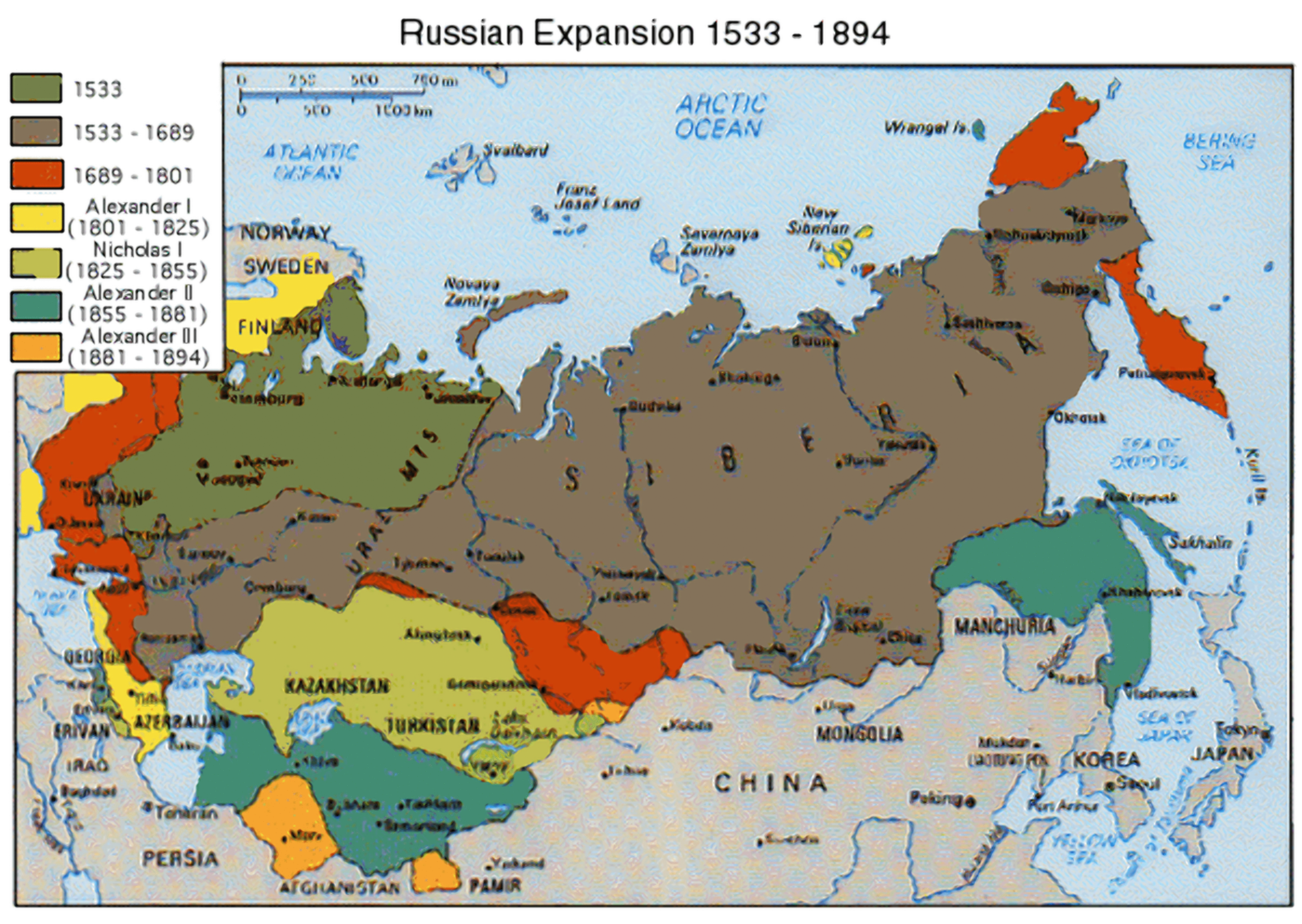
1533년부터 1894년까지 유라시아에서 러시아의 확장

16세기 이후 러시아는 150년 동안 매년 평균 네덜란드 크기만한 영토를 정복했다. 

### 시베리아와 극동
러시아의 팽창주의는 주로 대부분 사람이 살지 않는 시베리아의 근접성 덕분에 이점을 얻었다. 시베리아는 이반 4세 (1530–1584) 통치 이래로 점차적으로 러시아에 의해 정복되었다. 시베리아의 러시아 식민지화와 원주민 정복은 유럽의 아메리카 식민지화와 그 원주민 정복에 비유되며, 원주민에게 유사한 부정적인 영향을 미치고 그들의 토지를 강탈했다. 그러나 다른 연구자들은 시베리아 정착이 원주민 인구 감소를 초래하지 않았다는 점에서 유럽 식민지화와 다르며, 이로운 고용을 제공하고 원주민을 정착민 사회에 통합시켰다고 본다. 북태평양 또한 유사한 확장의 목표가 되어 러시아 극동을 형성했다.
1858년, 제2차 아편 전쟁 중 러시아는 아이훈 조약 (1858년)과 베이징 조약 (1860년)의 "불평등 조약"을 통해 중국으로부터 아무르강 북쪽 강변과 한국 국경까지의 해안선을 강화하고 결국 합병했다. 의화단 운동 중 러시아 제국은 1900년 만주를 침공했고, 국경 러시아 쪽에서 중국인 거주자들에 대한 블라고베셴스크 학살이 발생했다. 또한, 제국은 중국 내 조차지를 때때로 통제했는데, 특히 동청 철도와 톈진 및 러시아 다롄의 조차지가 그러했다.

### 중앙아시아
러시아의 중앙아시아 정복은 수십 년에 걸쳐 이루어졌다. 1847년에서 1864년 사이에 그들은 동부 카자흐 스텝을 넘어 키르기스스탄 북부 국경을 따라 요새를 건설했다. 1864년에서 1868년 사이에 그들은 키르기스스탄에서 남쪽으로 이동하여 타슈켄트와 사마르칸트를 점령하고 코칸트 칸국과 부하라 토후국을 지배했다. 다음 단계는 카스피해를 건너 이 삼각형을 사각형으로 만드는 것이었다. 1873년에 러시아는 히바 칸국을 정복했고, 1881년에는 서부 투르크메니스탄을 점령했다. 1884년에는 메르프 오아시스와 동부 투르크메니스탄을 점령했다. 1885년에는 아프가니스탄을 향한 더 이상의 남쪽 확장이 영국에 의해 저지되었다. 1893년에서 1895년 사이에 러시아는 남동부의 높은 파미르고원을 점령했다. 역사가 알렉산더 모리슨에 따르면, "카자흐 스텝을 가로질러 투르키스탄의 강변 오아시스로 향하는 러시아의 남쪽 확장은 19세기 제국주의 정복의 가장 빠르고 극적인 사례 중 하나였다."
남부에서는 그레이트 게임이 19세기 대부분과 20세기 초에 걸쳐 영국 제국과 러시아 제국 간에 중앙아시아와 남아시아를 놓고 존재했던 정치적, 외교적 대결이었다. 영국은 러시아가 인도를 침공할 계획이며 이것이 러시아의 중앙아시아 확장의 목표라고 우려했지만, 러시아는 중앙아시아 정복을 계속했다. 실제로 크림 전쟁 (1853-1856) 당시의 뒤아멜 및 흐룰레프 계획을 포함하여 여러 19세기 러시아의 인도 침공 계획이 입증되었지만, 나중에 실현되지 않은 계획도 있었다.
역사가 A. I. 안드레예프는 "그레이트 게임 시대에 몽골은 러시아의 제국주의적 침략 대상이었고, 티베트는 영국의 침략 대상이었다."고 언급했다. 1907년 영국-러시아 협상에서 러시아 제국과 영국 제국은 독일 제국에 대항하는 데 집중하기 위해 그레이트 게임 경쟁을 공식적으로 끝내고 이란을 영국과 러시아 부분으로 분할했다. 1908년 이란 입헌 혁명은 이란에 민주적인 시민 사회를 확립하고, 선출된 의회, 비교적 자유로운 언론 및 기타 개혁을 추구했다. 러시아 제국은 페르시아 입헌 혁명에 개입하여 샤와 반동 세력을 지지했다. 코사크들은 의회를 폭격했다, 러시아는 앞서 1879년에 페르시아 코사크 여단을 설립했는데, 이 부대는 러시아 장교들이 이끌었으며 이란에서 러시아의 영향력을 행사하는 수단으로 사용되었다.

### 유럽

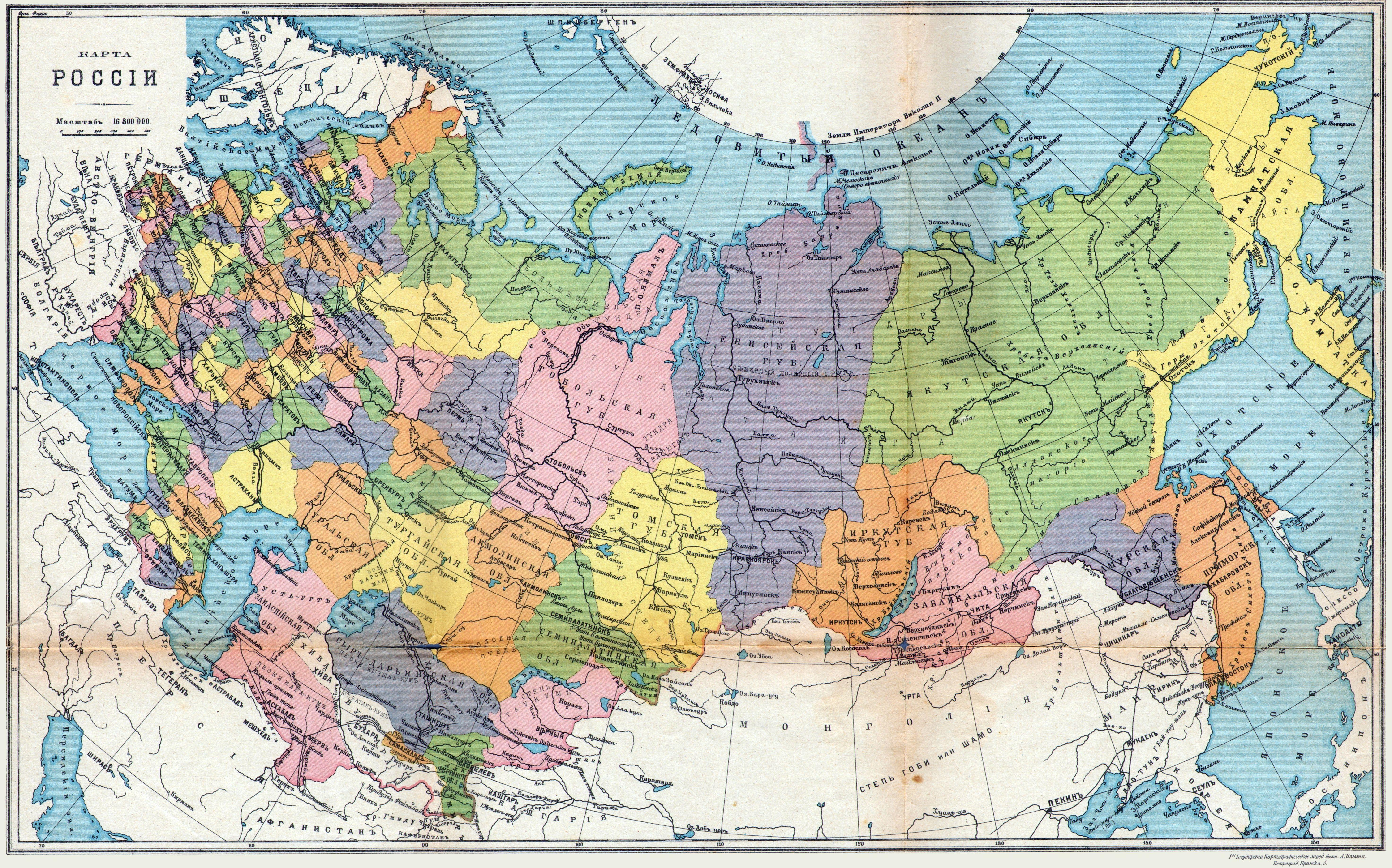
러시아 제국의 1898년 지방 지도

이 시기 동안 러시아는 서쪽으로도 팽창 정책을 추구했다. 1808-1809년 핀란드 전쟁에서 스웨덴이 패배하고 1809년 9월 17일 프레드릭스함 조약이 체결된 후, 스웨덴의 동부 지역인 핀란드가 된 지역은 자치 대공국으로 러시아 제국에 편입되었다. 19세기 후반, 핀란드의 러시아화 정책은 핀란드 대공국의 특별 지위를 제한하고 정치적 자율성을 종식시키며 문화적으로 동화시키려는 목적을 가졌다. 러시아화 정책은 우크라이나와 벨라루스에서도 추진되었다.
러시아-튀르크 전쟁 (1806년-1812년)과 그에 따른 부쿠레슈티 조약 (1812년) 이후, 몰다비아 공국의 동부 절반 (나중에 베사라비아로 알려짐), 오스만 봉신국, 그리고 이전에 오스만 직접 통치하에 있던 일부 지역이 러시아 제국의 통치하에 놓였다. 빈 회의 (1815년)에서 러시아는 콩그레스 폴란드에 대한 주권을 얻었으며, 이 곳은 이론상 러시아와 동군연합을 이룬 자치 왕국이었다. 그러나 러시아 황제들은 일반적으로 자신들의 권한에 대한 어떤 제한도 무시했다. 따라서 이는 괴뢰정권에 불과했다. 자율성은 1830–31년과 1863년의 봉기 이후 심하게 제한되었고, 나라는 부왕에 의해 통치되었으며, 나중에는 구베르니야 (주)로 분할되었다.

### 러시아의 해외 확장
동쪽 확장은 태평양을 가로지르는 러시아의 북아메리카 식민지화로 이어졌다. 러시아 프르미실렌니키 (사냥꾼 및 덫 사냥꾼)는 빠르게 해양 모피 무역을 발전시켰으며, 이는 1760년대에 알류트인과 러시아인 사이에 여러 분쟁을 야기했다. 1780년대 후반까지 틀링깃인과의 무역 관계가 시작되었고, 1799년에는 러시아-아메리카 회사 (RAC)가 모피 무역을 독점하고 알래스카 원주민의 러시아화를 위한 제국주의적 수단으로 사용되었다.
러시아 제국은 또한 역사상 가장 큰 죄수 식민지 중 하나로 변모한 사할린섬을 획득했다. 처음에는 18세기 후반에 홋카이도 주변 해역으로 러시아의 해상 침략이 시작되어 일본이 북부 섬 주변을 지도화하고 탐사하게 되었다. 사할린은 아이누, 오로크, 니브흐인을 포함한 원주민이 거주하고 있었지만, 이 섬은 명목상 청나라에 조공을 바치고 있었다. 러시아가 1858년 아이훈 조약으로 청나라로부터 만주를 획득한 후, 해협 건너 사할린에 대한 명목상의 영유권도 청나라로부터 획득했다. 이전에 1855년 러일 화친 조약으로 러시아인과 일본인 공동 정착촌이 일시적으로 만들어졌지만, 갈등이 있었다. 그러나 1875년 상트페테르부르크 조약 (1875년)으로 러시아 제국은 쿠릴 열도를 일본에 양도하는 대가로 사할린을 획득했다.
가장 멀리 떨어진 러시아 식민지는 19세기 초 러시아-아메리카 회사가 하와이 카우무알리이 고위 추장과의 동맹의 결과로 건설한 하와이 제도의 러시아 요새인 엘리자베타 요새와 알렉산더 요새에 있었다. 또한 1889년 프랑스령 소말릴란드 (현대 지부티)의 타주라만에 세워진 단명한 러시아 정착촌인 사가요에도 있었다. 러시아인들은 프랑스 침공 후 사가요를 철수해야 했다. 북아메리카에 세워진 가장 남쪽 정착촌은 로스 요새였다.

## 소련 제국주의

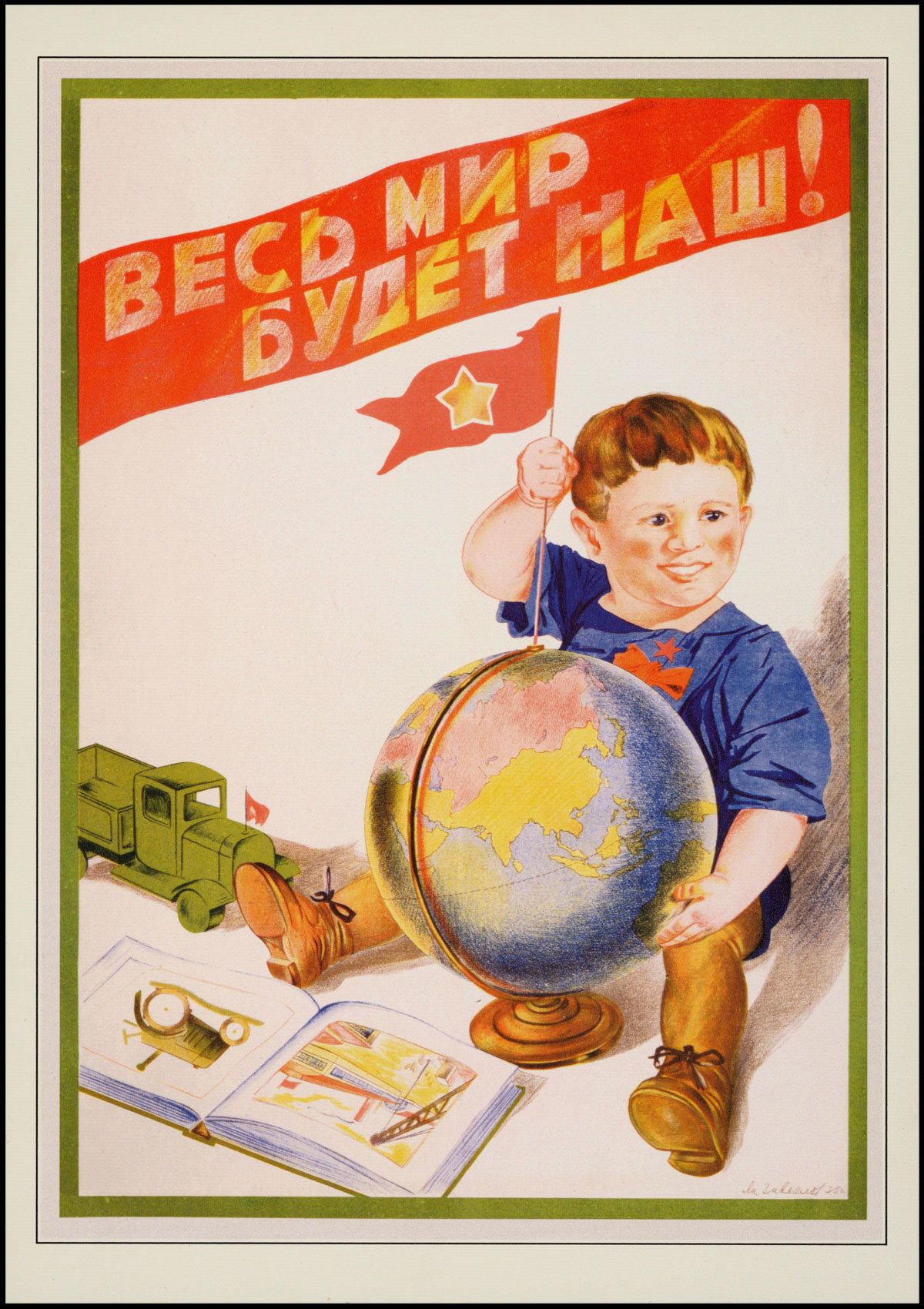
스탈린 시대의 소련 포스터로, "온 세상이 우리 것이 될 것이다!"라는 문구가 새겨져 있다.

소련은 스스로 반제국주의를 선언했지만, 역사적인 제국에 공통적인 경향을 보였다. 이 주장은 전통적으로 리처드 파이프스의 저서 '소련의 형성'(1954)에서 비롯된 것으로 여겨진다. 세베린 비알러와 같은 몇몇 학자들은 소련이 다국적 제국과 국민 국가 모두에 공통적인 요소를 포함하는 혼성적 실체였다고 주장한다. 또한 소련이 기존 제국주의 열강과 유사한 식민주의를 행했다고 주장되기도 한다. 마오쩌둥주의자들은 소련이 사회주의 외피를 유지하면서 스스로 제국주의 강국이 되었거나, 사회제국주의가 되었다고 주장했다.

### 소련 제국주의 이데올로기
소련 이데올로기는 러시아를 특별한 국가로 규정하는 범슬라브주의의 구세주의를 계승했다. 러시아 혁명 당시 볼셰비키 당은 원래 프롤레타리아 국제주의를 수용했지만, 소련 건국 이후 국제주의의 마르크스주의 지지자들은 이 나라가 혁명을 전 세계로 확산시킬 수 있는 "공산주의의 조국"으로 사용될 수 있다고 제안했다. 이오시프 스탈린과 니콜라이 부하린은 1924년에 세계 사회주의라는 고전마르크스주의적 입장에서 벗어나 민족 공산주의로의 전환을 장려했다. 알렉산더 웬트에 따르면, 이는 소련 내에서 "사회주의 국제주의라는 명목 하에 혁명이라기보다는 통제 이데올로기로 발전"했다.(p. 704)
레오니트 브레즈네프 치하에서 "발전된 사회주의" 정책은 소련이 가장 완벽한 사회주의 국가라고 선언했다. 다른 나라들은 "사회주의적"이었지만, 소련은 "발전된 사회주의적"이었으며, 이는 다른 사회주의 국가들에 대한 소련의 지배적 역할과 헤게모니를 설명했다. 브레즈네프는 또한 제국주의적 성격을 띤 다른 사회주의 국가 침공을 허용하는 브레즈네프 독트린을 공식화하고 시행했다. 이와 함께 브레즈네프는 또한 발전된 사회주의의 일환으로 문화적 러시아화 정책을 시행했는데, 이는 더 많은 중앙 통제를 주장하려는 목적을 가졌다. 이는 소련의 문화제국주의의 한 측면이었으며, 지역 전통을 희생시키면서 문화와 교육의 소비에트화를 포함했다.

### 중앙아시아

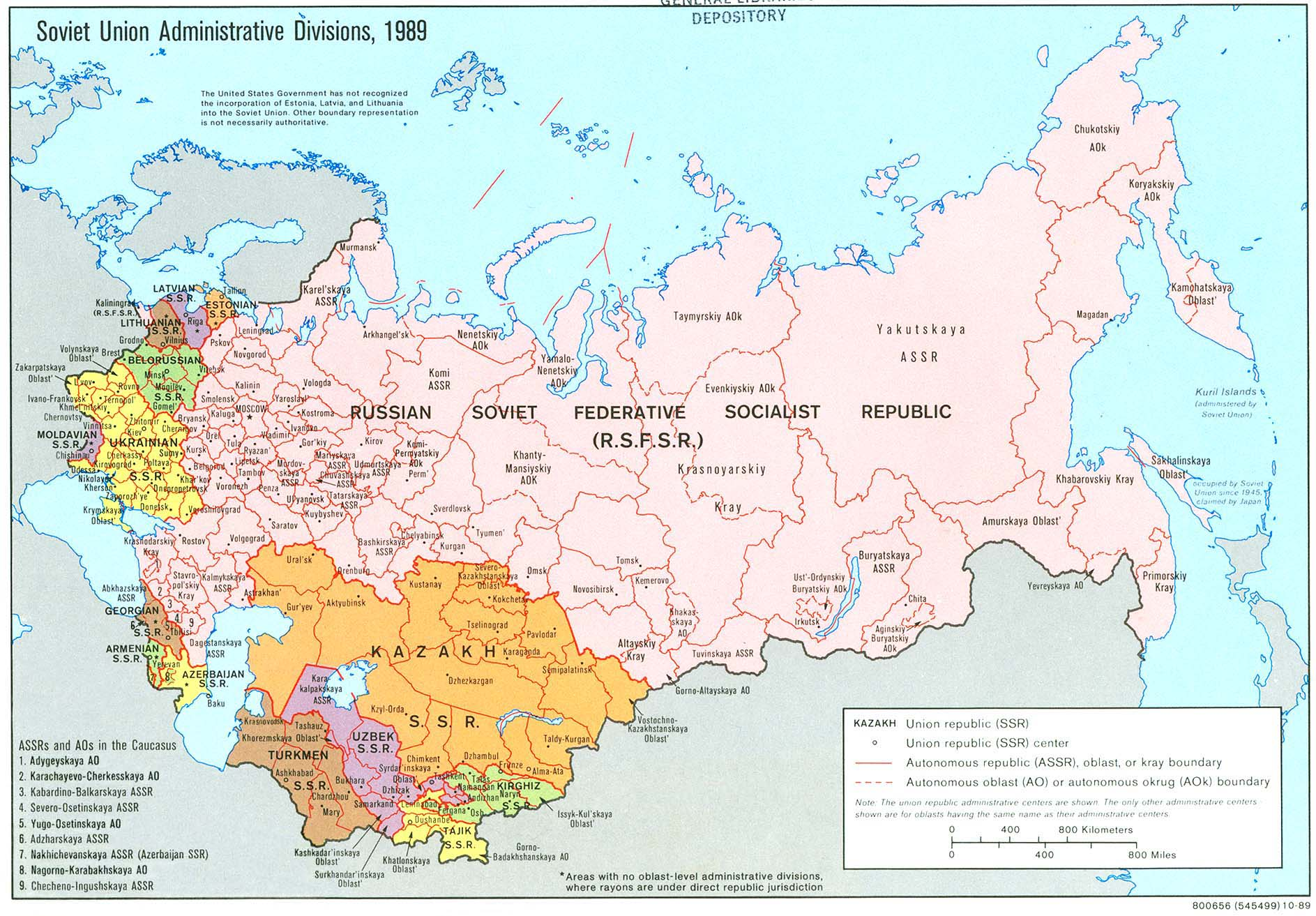
소련의 공화국, 1989년

소련은 중앙아시아에서 내부 식민주의를 추구했다. 1930년대부터 1950년대까지 이오시프 스탈린은 소련 내 인구 이동을 명령하여 사람들(종종 전체 민족)을 인구 밀도가 낮은 외딴 지역으로 추방했다. 캅카스에서 중앙아시아로의 이동에는 발카르인 강제이주, 체첸인과 인구시인의 강제이주, 크림 타타르인 강제이주, 카라차이인 강제이주, 메스케트 튀르크인 강제이주 등이 포함되었다. 제2차 세계 대전 중 나치 군대가 소련의 모든 유럽 산업 중심지를 점령하겠다고 위협했을 때, 많은 유럽 소련 시민과 러시아의 많은 산업 시설이 카자흐스탄으로 이전되었다. 이 이주민들은 빠르게 주요 산업 중심지로 성장한 광산 도시들을 건설했는데, 예를 들어 카라간다 (1934), 제즈카즈간 (1938), 테미르타우 (1945), 에키바스투즈 (1948) 등이 있다. 1955년에는 바이코누르 우주 기지를 지원하기 위해 바이코누르 마을이 건설되었다. 1953년부터 1965년까지 소련 서기장 니키타 흐루쇼프의 소위 처녀지 개간 운동 기간 동안 더 많은 러시아인들이 도착했다. 1960년대 후반과 1970년대에 정부가 중앙아시아의 광범위한 석탄, 가스, 석유 매장지 근처로 소련 산업을 이전하는 프로그램에 참여하는 노동자들에게 보너스를 지급하면서 더 많은 정착민들이 왔다. 1979년까지 카자흐스탄의 러시아 민족은 약 5,500,000명으로 전체 인구의 거의 40%를 차지했다.

### 소련의 팽창주의
초기의 자결권 지지에도 불구하고, 볼셰비키는 러시아 내전 동안 러시아 제국의 대부분을 재정복했다.:{{{1}}} 초기 러시아 소비에트 연방 사회주의 공화국은 다음 국가들을 강제로 합병했다.
- 크림반도, 1918년
- 튀르키스탄, 1918년
- 야쿠티아, 1918년
- 벨라루스, 1919년
- 알라시 자치국, 1920년
- 아르메니아, 1920년
- 아제르바이잔, 1920년
- 부하라 토후국, 1920년
- 히바 칸국, 1920년
- 북캅카스 토후국, 1920년
- 북잉그리아, 1920년
- 부랴티아, 1921년
- 조지아, 1921년
- 북캅카스 산악공화국, 1921년
- 우크라이나 인민공화국, 1921년
- 알타이, 1922년
- 녹색 우크라이나, 1922년
- 카렐리야, 1923년

카라한 선언부터 1927년까지 소련 외교관들은 중국에 대한 조차지를 철회하겠다고 약속했지만, 소련은 1924-1925년의 비밀 협상의 일환으로 동청 철도와 같은 차르 시대 조차지를 유지했다. 이는 1929년 중소 분쟁으로 이어지는 데 한몫했으며, 이 분쟁에서 소련은 승리하여 철도에 대한 통제권을 재확인했고, 철도는 1952년에 반환되었다.
1939년, 소련은 나치 독일과 독일-소련 불가침 조약을 체결했으며, 이 조약에는 루마니아, 폴란드, 라트비아, 리투아니아, 에스토니아, 핀란드를 독일과 소련의 세력권으로 분할하는 비밀 의정서가 포함되어 있었다. 동폴란드, 라트비아, 에스토니아, 핀란드, 북부 루마니아의 베사라비아는 소련의 세력권으로 인정되었다. 리투아니아는 1939년 9월 두 번째 비밀 의정서에 추가되었다.
소련은 독일군이 서폴란드를 침공한 지 2주 후 독일-소련 불가침 조약에 따라 할당된 동폴란드 지역을 침공했으며, 이후 폴란드 내 독일군과 협력했다. 소련의 동폴란드 점령 기간 동안 소련은 폴란드 국가를 해체했으며, 독일-소련 회담에서는 "폴란드 지역"의 미래 구조를 논의했다. 소련 당국은 새로 합병된 지역에 대해 즉시 소비에트화 캠페인을 시작했다.
소련은 조작된 선거를 조직했으며,(폴란드어) Bartlomiej Kozlowski Wybory" do Zgromadzen Ludowych Zachodniej Ukrainy i Zachodniej Bialorusi 보관됨 23 9월 2009 - 웨이백 머신, NASK, 2005, Polska.pl, 그 결과는 소련의 동폴란드 합병을 정당화하는 것이 되었다. 얀 토마시 그로스, Revolution from Abroad, Princeton University Press, 2003, page 396 ISBN 0-691-09603-1</ref>
1939년, 소련은 핀란드 침공을 시도했으나 실패했으며, 그 후 양측은 임시 평화 조약을 체결하여 소련에 카렐리야 동부 지역(핀란드 영토의 10%)을 할양했고, 할양된 영토와 카렐리야 자치 소비에트 사회주의 공화국을 병합하여 카렐리야-핀란드 소비에트 사회주의 공화국이 설립되었다. 1940년 6월 소련이 루마니아에 베사라비아, 북부코비나, 헤르차 지역을 요구하는 최후 통첩을 한 후, 소련은 이 지역에 진입했고, 루마니아는 소련의 요구에 굴복하여 소련이 영토를 점령했다.
1939년 9월과 10월에 소련 정부는 훨씬 작은 발트해 연안국가들에게 군사 기지 건설 권한을 부여하는 상호 원조 조약을 강요했다. 1940년 여름 붉은 군대의 침공에 이어 소련 당국은 발트해 연안국 정부에 사임을 강요했다. 소련의 감독 하에 새로운 괴뢰 공산주의 정부와 동반자들이 조작된 선거를 조직하여 조작된 결과를 발표했다. 그 직후, 새로 선출된 "인민 의회"는 소련 가입을 요청하는 결의안을 통과시켰다. 1940년 침공 이후 소련에 의해 대규모 강제 이주가 이루어졌다.
제2차 세계 대전 말기에 소련은 다음 지역도 합병했다.
- 카르파티아 루테니아, 이전에는 체코슬로바키아 영토였고 1944년에 점령되었다.
- 투바 (독립 1921–1944년; 이전에는 몽골 및 만주 제국 (탕누 우량하이)의 통치하에 있었다.)
- 동프로이센 (현재 칼리닌그라드주)을 독일로부터 1945년에 획득했다.
- 클라이페다 지역, 1945년에 리투아니아에 합병되었다.
- 쿠릴 열도와 남사할린을 일본으로부터 1945년에 점령했다.
- 흑해의 즈미이니섬과 루마니아로부터 몇몇 다뉴브강 섬들을 1944년에 점령하고 1948년에 합병했다.[84]

제2차 세계 대전 말기에 대부분의 동유럽 및 중앙유럽 국가들은 소련에 점령되었으며, "유럽 식민지"로 알려졌지만, 정치, 군사, 외교 및 국내 정책은 소련의 지배를 받으면서도 독립을 유지했다. 유럽의 소련 위성국에는 다음이 포함되었다.
- 틀:나라자료 알바니아 인민 사회주의 공화국 알바니아 인민 사회주의 공화국 (1946–1961)
- 틀:나라자료 핀란드 공화국 핀란드 공화국 (1947-1991) - 핀란드화
- 체코슬로바키아 사회주의 공화국 (1948–1989)
- 폴란드 인민공화국 (1947–1989)
- 틀:나라자료 불가리아 인민 공화국 불가리아 인민공화국 (1946–1990)
- 틀:나라자료 루마니아 인민 공화국 루마니아 인민 공화국 (1947–1965; 결국 비위성국화 달성)
- 독일 민주 공화국 (1949–1990)
- 헝가리 인민공화국 (1949–1989)
- [[파일:{{{국기그림-1945}}}|22x20px|border |유고슬라비아 사회주의 연방공화국|링크=유고슬라비아 사회주의 연방공화국]] 유고슬라비아 연방 인민 공화국 (1945–1948)

아프가니스탄 민주공화국 또한 소련의 위성국으로 간주될 수 있다. 1978년부터 1991년까지 카불의 중앙 정부는 동구권에 속했으며, 1979년부터 1989년까지 소련군의 직접적인 지원을 받았다. 몽골 인민공화국 또한 1924년부터 1991년까지 소련의 위성국이었다. 다른 아시아 소련 위성국으로는 장시성의 중화소비에트공화국, 투바 인민공화국, 동튀르키스탄 제2공화국이 있었다.

## 현대 러시아 제국주의

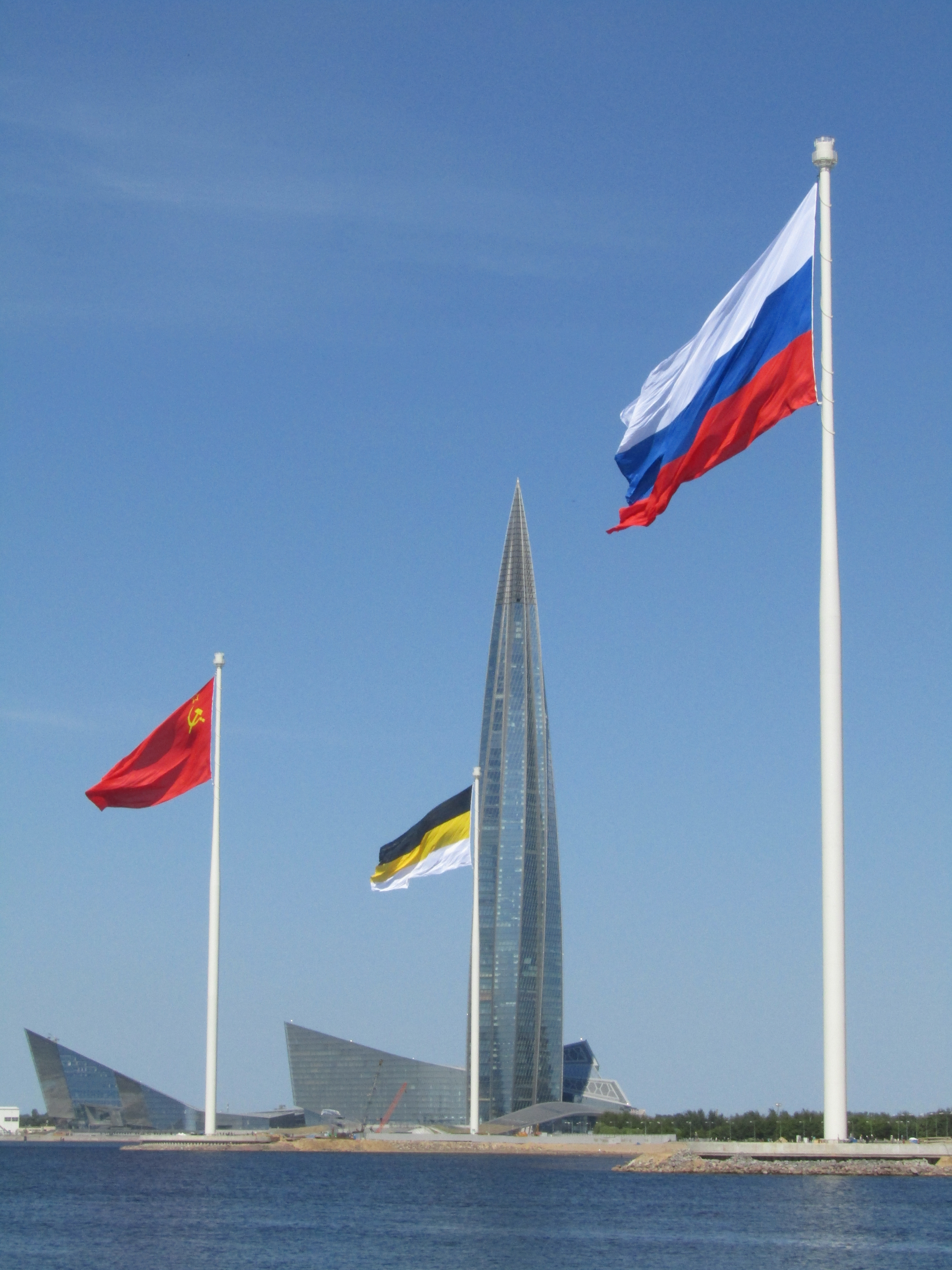
라흐타 센터 밖 상트페테르부르크의 가스프롬 앞에 게양된 현재 러시아의 국기 (오른쪽)와 소련의 국기 (왼쪽)와 함께 러시아 제국의 깃발 (중앙), 2023년

분석가들은 블라디미르 푸틴 치하의 러시아 국가 이데올로기를 민족주의적이고 제국주의적이라고 묘사했다. 세 번째 대통령 임기 이후, 일부 분석가들은 푸틴과 그의 측근들이 러시아 제국을 재건하기 위해 노력하고 있다고 주장한다. 안드레이 콜레스니코프는 푸틴 정권을 민족주의적 제국주의와 보수적인 정교회 및 스탈린주의의 측면을 융합한 것으로 묘사한다. 푸틴은 소련을 다른 이름으로 러시아의 "제국적 운명"을 수행한 것으로 묘사했다.

암적색은 러시아 연방, 연적색은 유럽에서 러시아가 완전히 또는 부분적으로 점령한 영토를 보여주는 지도

러시아 연방은 소련의 주요 공인된 후계 국가이며, 구소련 국가들을 다시 통제하에 두려 한다는 비난을 받아왔다. 소련의 붕괴 이후, 러시아는 인접 국가의 일부를 점령했다. 이 점령된 영토는 트란스니스트리아 (몰도바의 일부); 압하지야와 남오세티야 (조지아의 일부); 그리고 불법적으로 합병한 우크라이나의 많은 지역이다. 일본과 다른 여러 국가들은 쿠릴 열도 남쪽 4개 섬 또한 러시아에 점령되어 있다고 간주한다. 러시아는 또한 연합국을 통해 벨라루스에 대한 효과적인 정치적 지배를 확립했다. 마르셀 반 헤르펜은 러시아 주도의 유라시아 경제 연합과 유라시아 관세 동맹을 더 나아가 제국 건설 프로젝트로 묘사했다.
러시아의 정치 언어에서, 구소련 공화국들은 "근접 해외"로 지칭된다. 이 용어의 사용 증가는 러시아가 이 지역에서 상당한 영향력을 유지할 권리가 있다는 주장에 연결되어 있다. 푸틴은 이 지역이 러시아의 "영향권"의 일부이며 러시아의 이익에 전략적으로 중요하다는 선언을 했다. 이 개념은 먼로주의와 비교되어 왔다.
2012년 퓨 연구센터의 설문조사에서는 러시아인의 44%가 "러시아가 제국을 갖는 것은 자연스러운 일이다"에 동의하는 것으로 나타났고, 2015년 설문조사에서는 "러시아인의 61%가 인접 국가의 일부가 실제로 러시아에 속한다고 믿는다"는 결과가 나왔다.

### 크림반도 합병
2014년 우크라이나 혁명 동안 러시아는 크림반도를 장악한 후 점령 하에 실시된 국민투표에 이어 우크라이나로부터 크림반도를 합병했다. 분석가 블라디미르 소코르는 합병을 기념하는 푸틴의 연설을 "대러시아 민족통일주의 선언문"이라고 묘사했다. 푸틴은 "크림반도를 러시아 제국으로 가져온 용감한 러시아 병사들"을 회상하며, 소련의 붕괴가 러시아로부터 영토를 "빼앗아갔고" 러시아인들을 "국경으로 분리된 세계 최대의 민족 집단"으로 만들었으며, 이를 "터무니없는 역사적 불의"라고 불렀다. 소코르의 견해에 따르면, 푸틴의 연설은 "크림반도 탈환이 더 큰 계획의 첫 단계일 뿐"이라는 의미를 내포한다. 애틀랜틱 카운슬의 피터 디킨슨은 이 합병이 푸틴의 "제국주의 정복 캠페인"의 시작을 알리는 것이라고 본다.
러시아는 강제적인 러시아화, 차별, 그리고 러시아 시민들을 반도에 정착시키고 우크라이나인과 크림 타타르인을 강제로 추방함으로써 크림반도에서 신식민주의를 행했다는 비난을 받아왔으며, 이는 식민지화로 묘사되어 왔다.

### 돈바스 전쟁과 '노보로시야' (2014–2021)

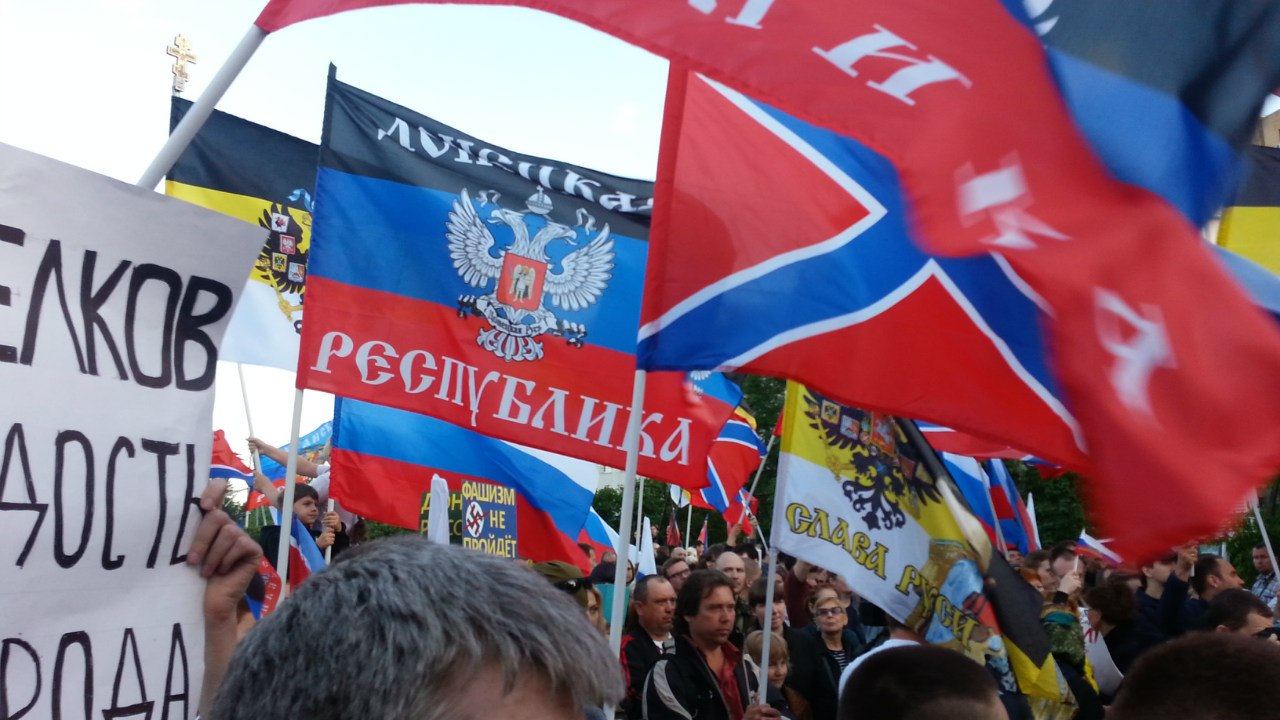
2014년 우크라이나의 옛 제국 영토인 "노보로시야"(신러시아) 재건을 지지하는 집회. 러시아 제국의 흑황백기와 우크라이나 주둔 러시아 분리주의 세력의 깃발이 보인다.

크림반도 합병 중 및 그 이후, 친러시아 시위가 우크라이나 남동부 일부 지역에서 발생했다. 2014년 4월, 무장한 러시아 지원 분리주의자들이 동부 돈바스 지역의 마을들을 점령하여 우크라이나와 돈바스 전쟁을 촉발했다. 그 달, 푸틴은 우크라이나 남부 대부분을 차지했던 옛 러시아 제국 영토인 "노보로시야"를 언급하기 시작했다. 마이클 키미지는 이것이 "러시아 측의 제국주의적 프로그램을 암시한다"고 썼다. 러시아 분리주의자들은 자신들이 점령한 영토를 도네츠크와 루간스크 "인민공화국"으로 선포했다. 러시아 제국 민족주의와 정교회 근본주의는 이 분리주의 국가들의 공식 이데올로기를 형성했으며, 그들은 우크라이나 동부와 남부 전체를 포함하는 새로운 노보로시야 계획을 발표했다. 극우 러시아 제국운동은 '러시아 제국군단'을 통해 수천 명의 자원봉사자들을 훈련시키고 모집하여 분리주의자들에 합류시켰다.
2021년 에세이 "러시아인과 우크라이나인의 역사적 통일성에 대하여"에서 푸틴은 러시아인, 우크라이나인, 벨라루스인을 "하나의 민족"으로, 즉 삼위일체 러시아 민족으로 언급했다. 그는 우크라이나의 상당 부분이 역사적인 러시아 땅이며 "우크라이나 민족을 러시아인과 분리된 민족으로 보는 생각"에는 "역사적 근거가 없다"고 주장했다. 국제 문제 교수 비외른 알렉산더 뒤벤은 푸틴이 "러시아의 수세기 동안의 우크라이나 억압 통치를 찬양하는 신제국주의적 서술을 수용하면서 동시에 러시아를 희생자로 제시하고 있다"고 썼다.

### 우크라이나 침공 (2022년 이후)

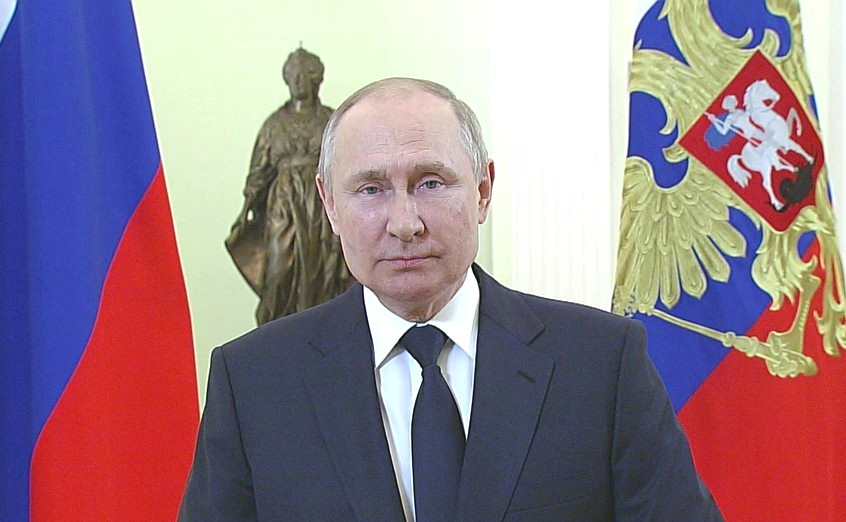
현 러시아 대통령 블라디미르 푸틴은 자신을 표트르 1세에 비유하며 "옛 러시아 땅을 되찾기" 위해 노력하고 있다.

러시아는 2022년 2월 우크라이나 전면 침공을 시작했다. 침공을 발표하면서 푸틴은 제국주의 이데올로기를 표방했다. 그는 우크라이나의 생존권을 거듭 부인하며, 이 나라를 "우리 자신의 역사, 문화, 정신적 공간의 불가분한 부분"이라고 불렀고, 러시아가 우크라이나를 만들었다고 주장했다. 국방 전략 연구소의 제프리 맨코프는 이 침공을 "21세기 최초의 제국주의 전쟁"이라고 부르며, "러시아 엘리트들의 상당수가 제국주의 러시아를 재건하려는 욕망을 반영한다"고 말했다. 이 전쟁은 제2차 세계 대전 이후 영토 정복이 용납되지 않는다는 규범에 반하는 민족통일주의 전쟁으로 언급되어 왔다. 침공 넉 달 만에 푸틴은 자신을 러시아 황제 표트르 1세에 비유했다. 그는 차르 표트르가 "러시아 땅"을 제국에 "돌려주었다"며, 이제 "러시아 땅을 되찾는 것 또한 우리의 책임"이라고 말했다. 애틀랜틱 카운슬의 피터 디킨슨은 이러한 발언을 푸틴이 "구식 제국주의 정복 전쟁을 벌이고 있다"는 증거로 본다.
2023년의 "제국주의, 우월주의, 그리고 러시아의 우크라이나 침공"에서 크세니야 옥사미트나는 "제국주의는 단순히 영토 강탈이나 다른 나라 독립의 전복이 아니라 우월성의 행사"라고 썼다. 그녀는 러시아의 우크라이나 침공이 러시아의 "우월성"과 우크라이나의 "열등성" 담론을 동반했다고 지적했다. 러시아 언론은 우크라이나를 약하고 분열되어 있으며 불법적이고 러시아의 "구원"이 필요한 존재로 묘사했다. 옥사미트나는 이것이 우크라이나인에 대한 전쟁 범죄를 부추겼을 가능성이 높으며, "러시아군의 행동은 성폭력, 문화 유물 약탈, 강제 퇴거, 점령지 주민의 제국군 강제 징집 등 제국주의 폭력의 모든 특징을 보였다"고 말한다. 마찬가지로, 올랜도 피지스는 침공을 "제국주의 팽창주의"로 정의하고 러시아인들의 우월감이 그 잔인함을 설명하는 데 도움이 될 수 있다고 썼다. "러시아인들의 민간인 살해, 여성 강간, 기타 테러 행위는 제국주의 후기 복수심과 그들을 처벌하려는 충동, 즉 러시아로부터의 독립, 유럽의 일부가 되고자 하는 결의, 그리고 '러시아 세계'의 신민이 아닌 우크라이나인이 되고자 하는 것에 대한 대가를 치르게 하려는 충동에 의해 주도된다."

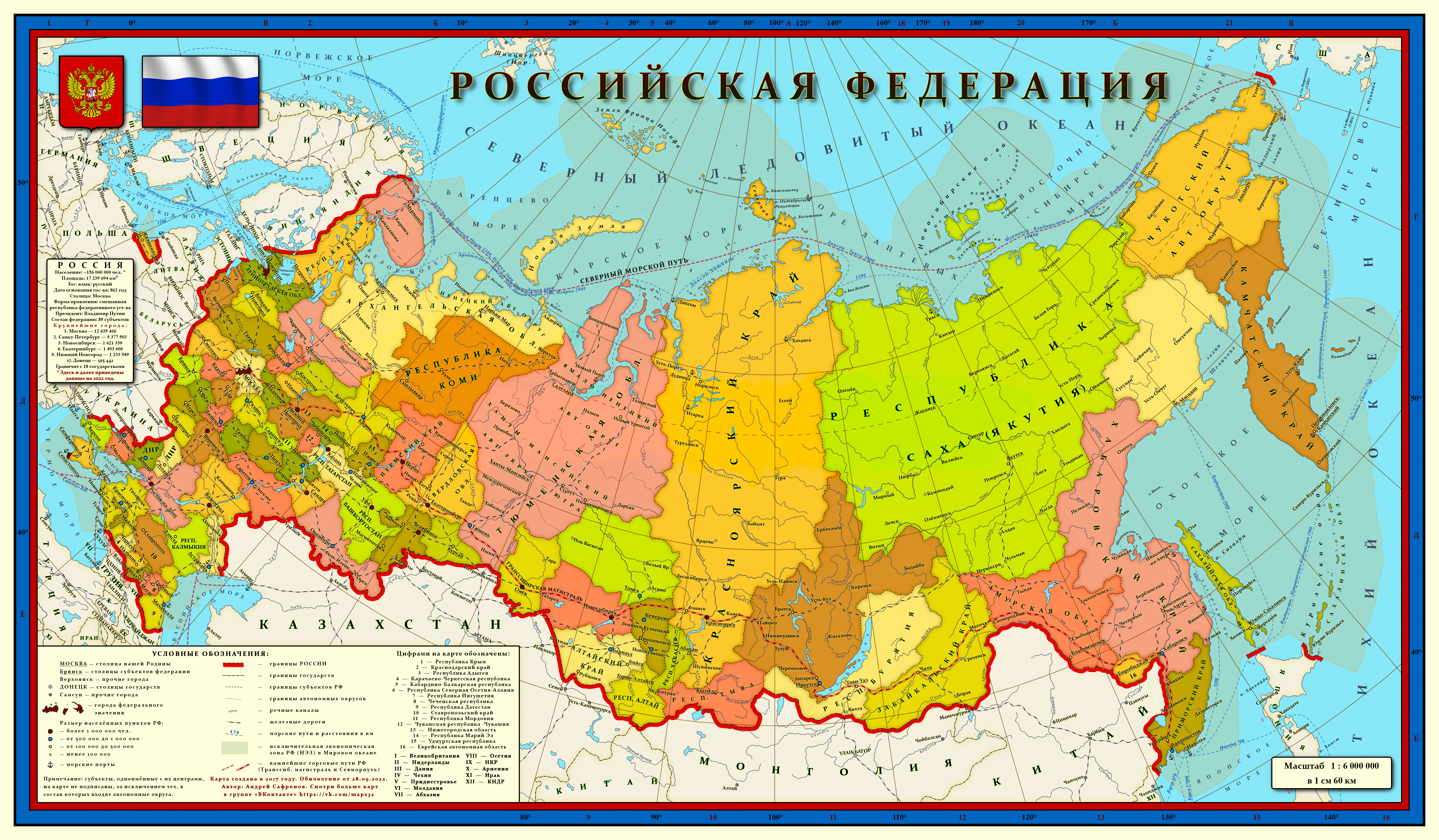
2023년 러시아의 국제적으로 인정받지 못하는 국경선과 우크라이나 남동부 합병 후 러시아의 연방주체 지도

2022년 9월, 러시아 점령 당국은 지속적인 전쟁과 인구 감소에도 불구하고 우크라이나 점령 주에서 합병 국민투표를 실시했다. 러시아 당국은 결과가 러시아 가입에 압도적으로 찬성하는 것으로 나왔다고 밝혔다. 푸틴은 이후 9월 30일 도네츠크, 헤르손, 루한스크, 자포리자 주의 합병을 선언하는 "가입 조약"에 서명했다. 국민투표와 합병은 국제사회로부터 불법적인 것으로 비난받았다.
2023년에 푸틴은 우크라이나 침공으로 사망한 러시아 병사들이 "노보로시야 [신러시아]와 러시아 세계의 통합을 위해 목숨을 바쳤다"고 말했다. 2025년에 그는 러시아인과 우크라이나인이 "하나의 민족"이며, 어떤 의미에서는 "우크라이나 전체가 우리의 것"이라고 주장했다.

### '러시아 세계'
2000년대 이후 러시아 정부는 "러시아 세계"(러시아어: Русский мир)라는 개념을 홍보해 왔는데, 이는 일반적으로 동방정교와 동일시되며 유사한 가치를 공유한다고 여겨지는 러시아 민족과 러시아어 사용자들의 공동체를 의미한다. 푸틴은 2007년 크렘린 자금 지원을 받는 루스키 미르 재단을 설립하여 해외에서 "러시아 세계" 개념을 육성하고자 했다. 제프리 맨코프는 "러시아 세계"가 "러시아 연방의 국경을 초월하는 러시아 제국주의 국가의 개념"을 구현하며, "이웃 국가들이 자신들의 시민 국가를 건설하고 자신들의 역사를 러시아로부터 분리하려는 노력"에 도전한다고 말한다. 이는 모스크바 총대주교 키릴의 지도 아래 러시아 정교회의 지지를 받았는데, 그는 "러시아 문명은 러시아 연방보다 더 넓은 것에 속한다. 우리는 이 문명을 러시아 세계라고 부른다"고 말했다. 우크라이나 총리 보좌관 올레 메드베데프는 키릴 총대주교의 2009년 우크라이나 순방을 "신제국주의적 러시아 세계 교리를 설파하는 제국주의자의 방문"이라고 묘사했다.
"러시아 세계" 사상과 연결된 개념은 "러시아 동포"이며, 이는 크렘린이 러시아 디아스포라와 다른 나라의 러시아어 사용자들을 지칭하는 용어이다. 2016년에 출간된 그녀의 저서 '크림반도를 넘어: 새로운 러시아 제국'에서 아그니아 그리고라스는 "러시아 동포"가 어떻게 "러시아 신제국주의적 목표의 도구"가 되었는지 강조한다. 크렘린은 그들에게 러시아 시민권과 여권을 제공하고(여권화), 경우에 따라서는 군사적 보호를 요구함으로써 그들에게 영향력을 행사하려 했다. 그리고라스는 크렘린이 이러한 "동포"의 존재를 이용하여 "외국 국가들의 주권에 영향력을 행사하고 도전하며 때로는 영토까지 점령한다"고 썼다. 이는 우크라이나, 조지아, 몰도바에서 입증되었다. 당시 대통령이었던 드미트리 메드베데프는 2008년 조지아 침공을 압하지야와 남오세티야 분리주의 지역의 "동포"를 방어하기 위한 것이라고 정당화했다. "러시아 동포" 문제는 몰도바의 가가우지아, 에스토니아의 이다비루 주, 라트비아의 라트갈레 지역, 북부 카자흐스탄, 기타 지역에서도 긴장을 고조시켰다. 많은 국가들은 이 용어의 사용을 거부하며, 크렘린이 이 용어를 적용하는 많은 사람들도 마찬가지다.

### 유라시아주의
푸틴은 제국주의 이데올로기인 유라시아주의에 영향을 받았다고 한다. 현대 유라시아주의 이데올로기는 정치 이론가 알렉산드르 두긴에 의해 형성되고 홍보되었는데, 그는 1997년 저서 지정학의 기초에서 이를 옹호했다. 정치학자 안톤 셰호프초프는 두긴의 유라시아주의를 "러시아 사회를 혁명화하고 미국과 대서양주의 동맹국으로 대표되는 영원한 적에 도전하고 결국 물리칠 전체주의적, 러시아 지배 유라시아 제국을 건설한다는 생각에 초점을 맞춘 파시스트 이데올로기이며, 이로써 전 세계 정치 및 문화 비자유주의의 새로운 '황금 시대'를 가져올 것"이라고 정의한다. 2014년 이후 러시아의 우크라이나에 대한 군사적, 정치적 침략은 신유라시아주의자들의 영향을 받고 지지를 받았다. 2023년 러시아는 푸틴이 승인한 문서에서 유라시아주의적 반서방 외교 정책을 채택했다. 이는 러시아를 "독특한 국가 문명이자 광대한 유라시아 및 유로-태평양 세력"으로 정의하며, "대유라시아 파트너십"을 창설하려 한다.

### 아프리카에서의 신식민주의

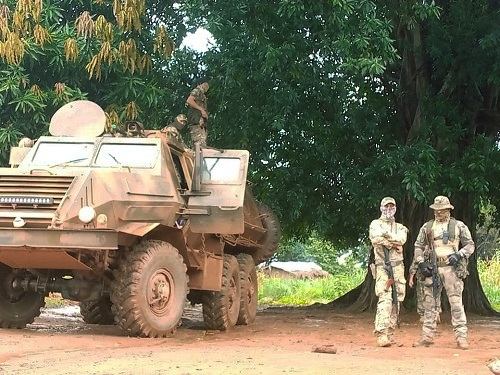
중앙아프리카 공화국에서 장갑차 근처를 경비하는 러시아 용병들

바그너 그룹, 러시아 국가 자금 지원 민간군사기업 (PMC)은 2017년부터 아프리카의 여러 독재 정권에 군사 지원, 보안 및 보호를 제공해 왔다. 그 대가로 러시아 및 바그너와 관련된 회사들은 그 나라들의 천연 자원, 예를 들어 금과 다이아몬드 광산에 대한 특권적인 접근 권한을 부여받았고, 러시아 군대는 공군 기지와 항구와 같은 전략적 요충지에 접근할 수 있게 되었다. 이는 신제국주의적이고 신식민지적인 국가 장악의 일종으로 묘사되어 왔는데, 러시아는 지배 정권이 권력을 유지하도록 돕고 그들을 러시아의 보호에 의존하게 만들면서 러시아에 경제적, 정치적 이익을 창출하는 반면, 지역 주민에게는 이익이 되지 않는다. 러시아는 또한 선거 개입과 친러시아 선전 및 반서방 허위 정보 유포를 통해 아프리카에서 지정학적 영향력을 얻었다. 러시아 PMC는 중앙아프리카 공화국, 수단, 리비아, 말리, 부르키나파소, 니제르, 모잠비크 등에서 활동했다. 그들은 민간인 살해와 인권 침해 혐의를 받고 있다. 2024년, 아프리카의 바그너 그룹은 러시아 국방부의 직접 통제 하에 있는 새로운 '아프리카 군단'으로 합병되었다. 러시아 정부 분석가들은 러시아의 아프리카 정책의 신식민주의적 성격을 인정했다. 더 힐에 기고한 스티븐 블랭크는 아프리카에서의 러시아의 행동과 야망이 "제국주의의 정수"라고 주장한다.

## 같이 보기
- 체르케스인 집단학살
- 체첸-러시아 분쟁
- 제국주의
- 대러시아 국수주의
- 카틴 학살
- 소련의 군사점령
- 신소비에트주의
- 신스탈린주의
- NKVD의 폴란드 작전
- 소련의 강제이주
- 민족의 감옥
- 푸틴주의
- 라시즘
- 러시아 민족통일주의
- 러시아 국민주의
- 소련의 폴란드 침공
- 바르샤바 조약 기구
- 겨울 전쟁
- Z (군사 기호)